# Ерні Паркер
Ерні Паркер (англ. Ernie Parker; 5 листопада 1883 — 3 травня 1918) — колишній австралійський тенісист.
Здобув 8 одиночних титулів.
Перемагав на турнірах Великого шолома в одиночному та парному розрядах.
Завершив кар'єру 1918 року.

## Фінали турнірів Великого шолома

### Одиночний розряд 2 (1–1)
| Результат | Рік  | Турнір                | Покриття | Суперник       | Рахунок            |
| --------- | ---- | --------------------- | -------- | -------------- | ------------------ |
| Поразка   | 1909 | Чемпіонат Австралазії | Трава    | Ентоні Вілдінґ | 1–6, 5–7, 2–6      |
| Перемога  | 1913 | Чемпіонат Австралазії | Трава    | Гаррі Паркер   | 2–6, 6–1, 6–2, 6–3 |

### Парний розряд: 2 (2 перемоги)
| Результат | Рік  | Турнір                | Покриття | Партнер     | Суперники                | Рахунок            |
| --------- | ---- | --------------------- | -------- | ----------- | ------------------------ | ------------------ |
| Перемога  | 1909 | Чемпіонат Австралазії | Трава    | Дж. П. Кін  | Том Крукс Ентоні Вілдінґ | 1–6, 6–1, 6–1, 9–7 |
| Перемога  | 1913 | Чемпіонат Австралазії | Трава    | Алф Гедеман | Гаррі Паркер Рой Тейлор  | 8–6, 4–6, 6–4, 6–4 |